# سیینیاوا
سیینیاوا (به لاتین: Sieniawa) یک شهر و گمینا در لهستان است که در گمینا شنگاوا واقع شده‌است. سیینیاوا ۶٫۷۶ کیلومتر مربع مساحت و ۲٬۰۶۵ نفر جمعیت دارد.